# 琴電琴平駅
琴電琴平駅（ことでんことひらえき）は、香川県仲多度郡琴平町にある高松琴平電気鉄道琴平線の駅である。駅番号はK21。
IruCa取り扱い窓口・IruCa定期券窓口がある。

## 歴史
開業当時は金刀比羅宮の玄関口として、2階建ての規模の大きな駅舎が建築された。2階にはレストラン（当初は直営、後に委託）が入っていたが第二次大戦中に閉店しており、その後は従業員の宿泊所として使用されていた。戦後も長らく駅舎はそのままであったが、昭和末期に瀬戸大橋の開通に併せて改築されて現在に至る。
- 1927年（昭和2年）3月15日 - 琴平電鉄の琴平駅として開業。
- 1942年（昭和17年） - 琴電琴平駅に改称。なお、1940-1942年の間に琴平参宮電鉄琴平駅が琴参琴平駅に、琴平急行電鉄電鉄琴平駅が琴急琴平駅に改称され、琴平に集まる駅の駅名が整理された[1][2]。
- 1943年（昭和18年）11月1日 - 会社合併により高松琴平電気鉄道琴平線の駅となる。
- 1988年（昭和63年）5月26日 - 現駅舎の供用開始。

## 駅構造
1面2線のホームをもつ地上駅。
高松築港寄りに留置線がある。列車別改札となっており、発車10分前より改札が始まる。現駅舎は2階建てに見える外観を持つ平屋建てで、2階に見える部分は吹き抜け構造になっている。

### のりば
のりば
| 乗り場 | 路線    | 方向 | 行先               |
| ------ | ------- | ---- | ------------------ |
| 1・2   | ■琴平線 | 上り | 瓦町・高松築港方面 |

駅本屋はホーム頭端にある。

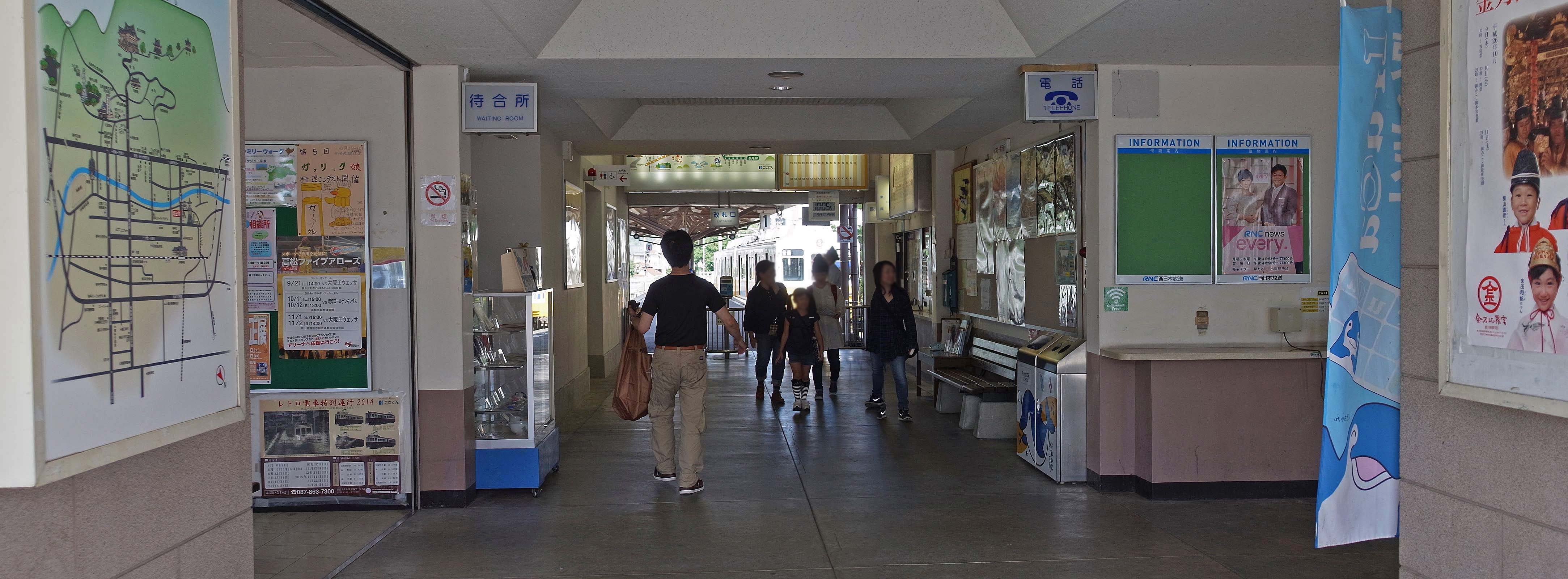
改札
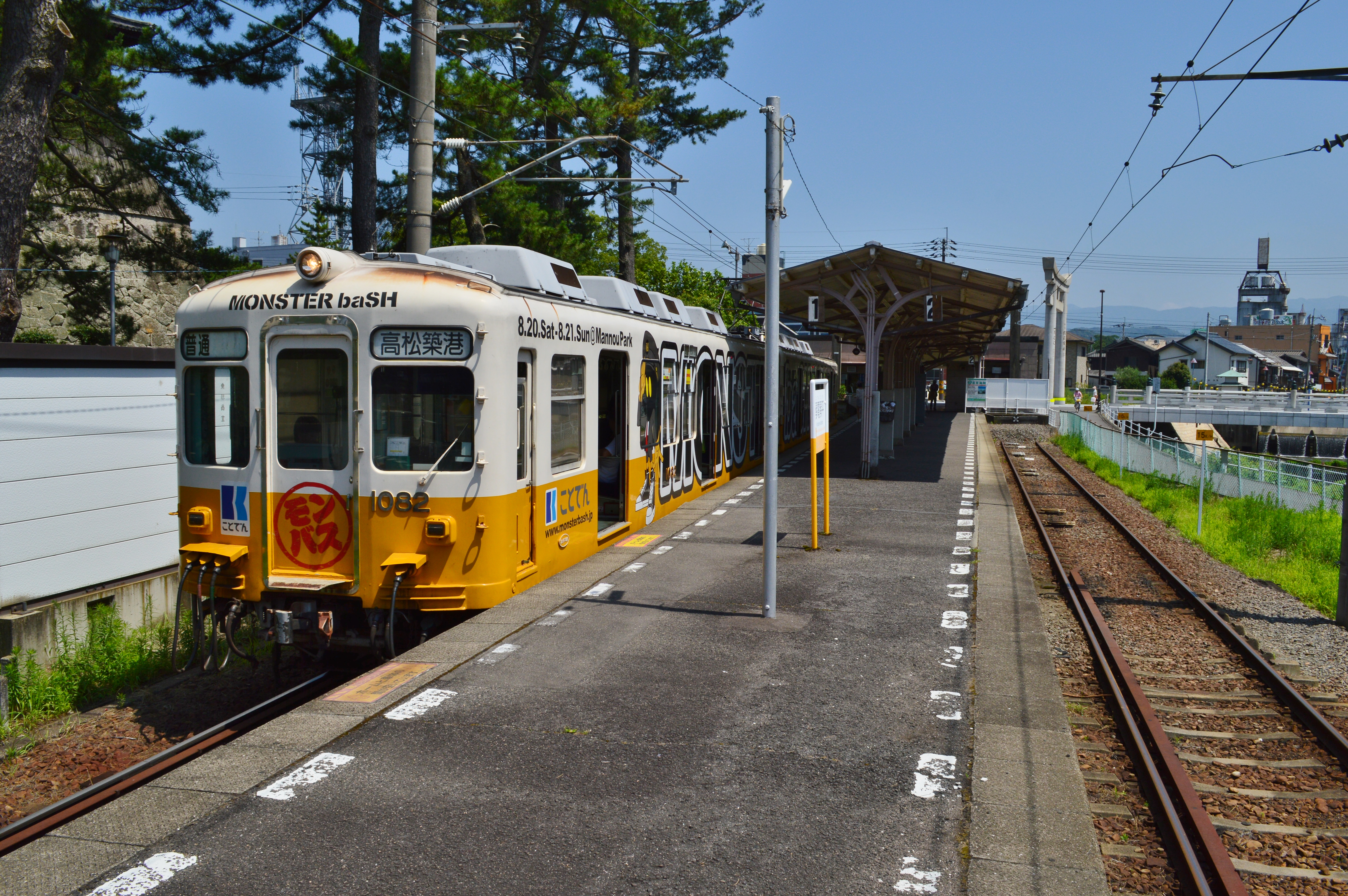
ホーム

## 利用状況
休日はそれなりに賑わうが、平日はあまり混雑しない。
| 1日乗降人員推移 | 1日乗降人員推移 |
| 年度            | 1日平均人数     |
| --------------- | --------------- |
| 2011年          | 1,251           |
| 2012年          | 1,266           |
| 2013年          | 1,354           |
| 2014年          | 1,441           |
| 2015年          | 1,447           |
| 2016年          | 1,477           |
| 2017年          | 1,461           |
| 2018年          | 1,428           |
| 2019年          | 1,461           |
| 2020年          | 906             |

## 駅周辺
- 金刀比羅宮
- 琴平駅 - 四国旅客鉄道（JR四国）土讃線 当駅とは約200m離れており、列車の相互接続は考慮されていない。
- 琴電前バス停と琴平バス停
- 琴平郵便局 - ここに琴平急行電鉄琴急琴平駅があった。
- ことひら温泉琴参閣 - 琴平参宮電鉄琴参琴平駅跡地に建てられた温泉旅館。以前は加ト吉（現・テーブルマーク）グループであったが、2010年10月にマルナカに譲渡された。
- 大宮橋
- 香川県道207号琴平停車場琴平公園線
- 香川県道208号大麻琴平買田線

## 隣の駅
高松琴平電気鉄道
■琴平線
榎井駅（K20） - 琴電琴平駅（K21）